# Otto Šling
Otto Šling (24 de agosto de 1912 - 3 de diciembre de 1952) fue un político checoslovaco.
Nació en una familia judía en Nová Cerekev, una ciudad comercial en el sur de Bohemia, entonces parte del Imperio austríaco. Después de la Segunda Guerra Mundial, Šling se convirtió en el Secretario Regional del Partido Comunista de Brno en Checoslovaquia (ahora República Checa).
En 1952, Šling perdió el favor político cuando Stalin estaba tratando de aumentar su poder en Europa del Este. Fue acusado de sionismo, condenado y sentenciado a muerte en un juicio farsa, y ejecutado. Más tarde fue rehabilitado políticamente por el Partido Comunista de Checoslovaquia (KSČ).

## Biografía
Otto Šling nació en 1912, hijo del dueño de una fábrica judía y su esposa. En su adolescencia, se volvió políticamente activo y se unió al movimiento comunista que se desarrolló después de la Gran Guerra.
Después de graduarse de la escuela secundaria alemana de Teplicích, Šling en 1932 ingresó en la Universidad alemana Charles-Ferdinand en Praga para estudiar medicina. Nunca terminó su curso ni calificó; con el estallido de la Guerra Civil Española en 1936, se unió a las Brigadas Internacionales en calidad de médico y se fue a España en 1937.
Šling resultó herido en España. Después de regresar a casa brevemente y el avance alemán en los Sudetes en 1938, emigró al exilio en Londres con otros involucrados en la causa comunista. Allí conoció a Marian, con quien se casó en 1941. Durante la Segunda Guerra Mundial, trabajó como secretario de la Joven Checoslovaquia, una organización comunista para los emigrados en Londres.
Después de que terminó la guerra, Šling regresó a Checoslovaquia. Fue elegido miembro de la Asamblea Nacional Provisional y se convirtió en el Secretario Regional del Partido Comunista de Checoslovaquia (KSČ) de Moravia en Brno. El KSČ tomó el poder en un golpe de Estado en febrero de 1948 en medio de poca oposición.

## Represión de la disidencia
Tras la expulsión de Yugoslavia de Kominform en 1948, los regímenes comunistas de toda Europa del Este se embarcaron en un período de terror y juicios espectáculo. En 1949, se llevaron a cabo juicios en Hungría, Polonia y Bulgaria, pero el primer ministro Klement Gottwald afirmó que el KSČ no había sido infiltrado por ningún conspirador.
La presión de la Unión Soviética llevó al KSČ a comenzar su propia búsqueda de conspiradores. Tuvo que responder a la creciente tendencia en otros países de Europa del Este (especialmente evidente en el juicio de László Rajk en Hungría) a vincular la traición interna a una conspiración internacional.
En el otoño de 1949, hubo un impulso para reafirmar el socialismo soviético, no nacional, expulsando a los nacionalistas "burgueses" y sionistas, y Šling fue objeto de escrutinio. El juicio de Rajk había revelado la posibilidad de que el centro del complot internacional estuviera en Checoslovaquia. El nombre de Šling fue extraído de los interrogatorios de los juicios húngaros, al igual que los nombres de Artur London y Gustáv Husák.
Hasta mediados de 1950, Šling todavía contaba con el apoyo del Comité Central. Después de llevar a cabo una revisión controvertida de los funcionarios del distrito de Znojmo, el Partido comenzó a sospechar. En el verano de 1950, Bruno Köhler redactó una resolución sobre los errores en el Partido Regional de Brno.

## Arresto y encarcelamiento
El 6 de octubre de 1950, Šling fue arrestado. La única evidencia de su conspiración contra el Partido fue una carta de autoría no confirmada, supuestamente enviada por Šling a Emanuel Viktor Voska. No confirmó espionaje. La esposa y los dos hijos de Šling fueron llevados a Praga la noche del 5 de octubre. Su esposa estuvo encarcelada allí durante más de dos años, hasta la conclusión de su juicio. Rudolf Slánský, Secretario General del KSČ, se distanció de Šling, aunque habían estado bastante cerca.
El borrador final de la resolución, presentado por Köhler y una delegación del Comité Central de Praga, acusaba a Šling de ser un agente enemigo, cometer espionaje, métodos incorrectos, suprimir críticas, sabotaje y no reconocer la oposición del enemigo de clase. Šling fue expulsado del partido. "Šlingismo" se convirtió en sinónimo de la más mínima desviación de la línea del partido.
En febrero de 1951, cincuenta personas fueron encarceladas en relación con la investigación de Šling, incluida Marie Švermová. Durante los interrogatorios, Šling a menudo confesaba y luego se retractaba de su confesión. Los registros indican que Šling era consciente de que las investigaciones fueron moldeadas por Moscú. Eventualmente, creyó que tenía que ser sacrificado por el Partido. Al parecer, se sintió obligado a presentar pruebas contra Slánský cuando a su vez se convirtió en objeto de investigaciones.

## El juicio
El juicio Slánský que incluyó a Šling, Slánský y otros doce comenzó el 20 de noviembre de 1952. Todos fueron acusados de ser trotskistas-sionistas-titoístas-burgueses-nacionalistas enemigos del pueblo checo.
Un incidente curioso ocurrió durante el juicio: Šling llevaba los mismos pantalones que en su arresto. Debido a que había perdido tanto peso desde su arresto, y debido a que a los prisioneros no se les dieron cinturones, para que no los usaran para suicidarse, tuvo que sostener sus pantalones con las manos. Durante su interrogatorio, Šling estaba gesticulando y accidentalmente dejó caer los pantalones, causando un alegre alboroto en la sala del tribunal de todos, incluido Šling, excepto de los interrogadores.
En la declaración final de Šling, dijo: "Yo era un enemigo traicionero dentro del Partido Comunista... Soy justamente objeto de desprecio y merezco el castigo máximo y más duro". El 27 de noviembre de 1952, Rudolf Slánský, Bedřich Geminder, Ludvik Frejka, Vladimir Clementis, Bedřich Reicin, Karel Šváb, Rudolf Margolius, Otto Fischl, Otto Šling y André Simone fueron condenados a muerte; los tres restantes, incluidos Eugen Lobl y Artur London, recibieron cadenas perpetuas.
Šling fue ejecutado el 3 de diciembre de 1952. Sus últimas palabras fueron: "Señor Presidente [de la Corte], deseo mucho éxito al Partido Comunista, al pueblo checoslovaco y al Presidente de la República. Nunca he sido un espía".

## Rehabilitación y referencias póstumas a Šling
El 21 de agosto de 1963, Otto Šling y los otros condenados en su juicio fueron rehabilitados oficialmente por el KSČ y absueltos de todas las acusaciones. Tres años antes, la URSS había declarado públicamente que nunca había existido un centro de conspiración contra el Estado. En la Comisión de Investigación del Gobierno de Dubček, el informe de Václav Kopecký en febrero de 1951 se etiqueta como una "masa de fabricaciones, chismes ociosos y dramas irresponsables sobre el caso Šling-Švermová".
Esta rehabilitación se produjo en un momento de desestalinización, cuando los gobiernos culparon a los regímenes e ideologías anteriores por la situación actual. Los informes sobre los juicios salieron durante el período de la Primavera de Praga de 1968 en Checoslovaquia, aunque fueron rápidamente suprimidos después de la invasión de las tropas del Pacto de Varsovia en agosto de ese año.

## En la cultura
Sobre el proceso Slánský, el director Costa-Gavras rodó el film L'Aveu (La Confesión) basado en el homónimo libro de Artur London, uno de los supervivientes del proceso, cuyo guion escribió Jorge Semprún. La película, estrenada en 1970, levantó una gran polémica. En 2000, Zuzana Justman rodó el documental A Trial in Prague dedicado al juicio.

## Trabajos citados
- Crampton, RJ Europa del Este en el siglo XX y después. 2ª ed. Nueva York: Routledge, 1994.
- "Checos ejecutados 'rehabilitados'". Los Tiempos . 22 de agosto de 1963, número 52476: p. 6.
- Loebl, Eugen . Mi mente a prueba. Nueva York: Cosecha/HBJ, 1976.
- Londres, Arturo . La confesión. Nueva York: William Morrow and Company, Inc., 1970.
- Lukes, Igor . Rudolf Slánský: Sus Pruebas y Prueba. Proyecto de Historia Internacional de la Guerra Fría #50. ( pdf Archivado el 15 de diciembre de 2006 en Wayback Machine. )
- Pelikán, Jiří, ed. Los juicios políticos checoslovacos 1950-1954: el informe suprimido de la comisión de investigación del gobierno de Dubček, 1968. Stanford: Prensa de la Universidad de Stanford, 1971.
- Slingova, Marian . La verdad prevalecerá. Londres: Merlin Press, Ltd., 1968.